# Paseo del Mercadal

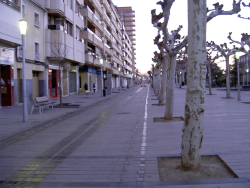
El paseo del Mercadal.

El Paseo del Mercadal es un paseo peatonal arbolado, situado en el centro de la ciudad de Calahorra, en La Rioja (España).  El paseo del Mercadal se alza sobre el lugar que ocupaba el circo romano de Calagurri Iulia y fosiliza el mismo, correspondiendo la ubicación de los   "carceres" o casillas de salida a la zona del ayuntamiento y la cabecera semicircular al norte, junto a al monumento de la Matrona, donde queda algún resto a la vista.
La longitud del actual paseo es de  500 m. en un extremo sur se encuentra el Ayuntamiento, y en el otro extremo, en el norte, el parque de la Era Alta y el Parador Nacional de Turismo.
Pese haber experimentado una gran renovación en el año 2004, actualizándolo a las nuevas necesidades, es una de las vías históricas de Calahorra. En tiempos de la dominación romana, la zona del actual paseo se encontraba fuera de la ciudad, y allí se emplazaba el circo romano. Este circo podía ser llenado de agua, y de esta manera servía para competiciones náuticas.

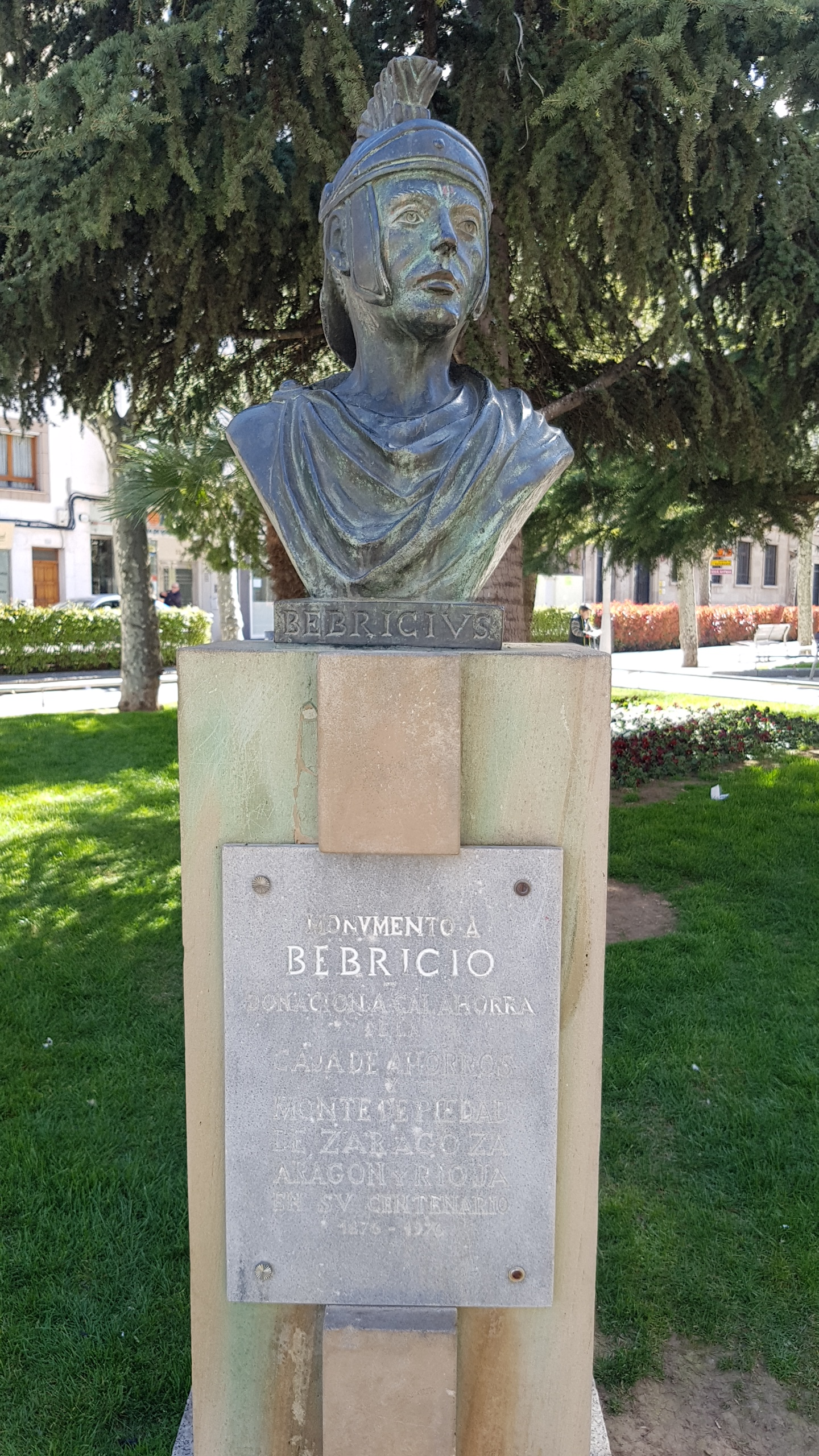
Monumento a Bebricio en el Paseo del Mercadal

A lo largo del paseo se pueden admirar distintos monumentos, como la escultura de La Matrona (heroína romana calagurritana), el busto de Bebricio (soldado romano), o la lápida de Julio Longinos (familiar originario de Calahorra del soldado romano que clavó la lanza a Jesucristo).
Al principio del mismo se encuentra también el Rollo jurisdiccional (gran mojón que identificaba los fueros de Calahorra y su dependencia directa del rey sin ningún señor feudal intermedio. También tuvo las funciones de encadenar a los malhechores allí para su escarnio ante todos los ciudadanos). 
En el centro, el quiosco de la banda municipal de música domina el paseo. Recientemente se ha instalado un Monumento a la Verdura por su gran vinculación a esta ciudad. De la misma manera, todo el paseo está repleto de una gran variedad de especies vegetales.
A lo largo de la historia de Calahorra, este paseo ha sido punto de encuentro y pulmón de la ciudad, siendo un indiscutible punto neurálgico de la ciudad.
- Datos: Q6065685